# Gadget and the Gadgetinis
Gadget and the Gadgetinis is een Amerikaanse animatieserie, en een spin-off van de serie Inspector Gadget. De serie werd uitgezonden van 2001 tot 2003, met een totaal van 52 afleveringen.
In Nederland is de serie in nagesynchroniseerde vorm uitgezonden op Jetix. Vanaf 2013 zendt RTL Telekids de afleveringen uit.

## Verhaal
De serie speelt zich enkele jaren na de originele serie af. Gadget is inmiddels gepromoveerd tot luitenant, en werkt nu voor een organisatie genaamd "WOMP" (World Organization of Mega Powers). Hij wordt nog altijd in het geheim bijgestaan door zijn nichtje Penny.
Penny’s hond Brain is niet langer aanwezig (hij komt slechts in 1 aflevering voor, waarin onthuld wordt dat hij met pensioen is gegaan). Daarom heeft Penny twee miniversies van haar oom gemaakt in de kleuren oranje (Fidget) en blauw (Digit); de Gadgetinis. Hun taak is gelijk aan die van Brain in de originele serie: ze vergezellen Gadget op al zijn missies, en houden voortdurend contact met Penny.
Dr. Claw is in de serie nog altijd Gadgets aartsvijand, maar niet langer de enige. In sommige afleveringen komt hij niet voor, en staat een andere schurk centraal. Ook geeft de serie Dr. Claw een uitgebreidere achtergrond: zo worden enkele van zijn familieleden geïntroduceerd, en leert men meer over zijn verleden.
De plot van de afleveringen is nog vrijwel hetzelfde als in de originele serie: Gadget probeert al stuntelend een missie te voltooien, maar in werkelijkheid doen zijn nichtje en haar helpers al het werk.

## Achtergrond
De serie werd beter ontvangen dan enkele andere spin-offs van de originele serie. Dit mede omdat de tekenkwaliteit beter was, en omdat de producers van de originele serie ook bij deze serie betrokken waren.
De serie is in de Verenigde Staten vooral bekend om het gerucht dat gedurende het tweede seizoen in het leven werd geroepen. Er zou een extra seizoen komen getiteld "Go Go Gadgetinis", een meer grimmige comedyserie. Dit “seizoen” werd zelfs al aangekondigd in pagina’s op de IMDb en Wikipedia, maar uiteindelijk bleek er niets van waar te zijn. Desondanks heeft dit niet bestaande seizoen een sterke fanbasis.

## Engelse stemmen
- Inspector Gadget - Maurice LaMarche
- Penny - Tegan Moss
- Digit - Maurice LaMarche
- Figit - Maurice LaMarche
- Colonel Neushaar - Colin Murdock

## Nederlandse stemmen
- Inspector Gadget - Olaf Wijnants
- Penny - Jannemien Cnossen
- Digit - Reinder van der Naalt
- Figit - Reinder van der Naalt
- Colonel Neushaar - Lucas Dietens
- Dokter Klauw - Eric Corton